# Conopora
Conopora is een geslacht van neteldieren uit de familie van de Stylasteridae.

## Soorten
- Conopora adeta Cairns, 1987
- Conopora arborescens Nielsen, 1919 †
- Conopora beebei Cairns, 2015
- Conopora bifacialis Cairns, 2015
- Conopora cactos Cairns, 2015
- Conopora candelabrum Cairns, 1991
- Conopora cardata Cairns, 2015
- Conopora crassisepta Cairns, 2015
- Conopora croca Cairns, 2015
- Conopora dura Hickson & England, 1909
- Conopora gigantea Cairns, 1991
- Conopora laevis (Studer, 1878)
- Conopora mariae Stolarski, 1998 †
- Conopora sola Cairns & Zibrowius, 2013
- Conopora tenuiramus Cairns & Zibrowius, 2013
- Conopora tetrastichopora Cairns, 1991
- Conopora unifacialis Cairns, 1991
- Conopora verrucosa (Studer, 1878)